# Maílson Alves
Maílson Alves Barreiro Veriato, meglio noto come Maílson Alves o semplicemente come Maílson (Itaporanga, 5 febbraio 1988), è un calciatore brasiliano, difensore del Pouso Alegre.

## Carriera
In carriera ha giocato 8 partite per la Coppa dell'AFC, tutte con il Chennaiyin.

## Palmarès

### Club

#### Competizioni nazionali
- Indian Super League: 2

Chennaiyin: 2015, 2017-2018